# Crucifijo

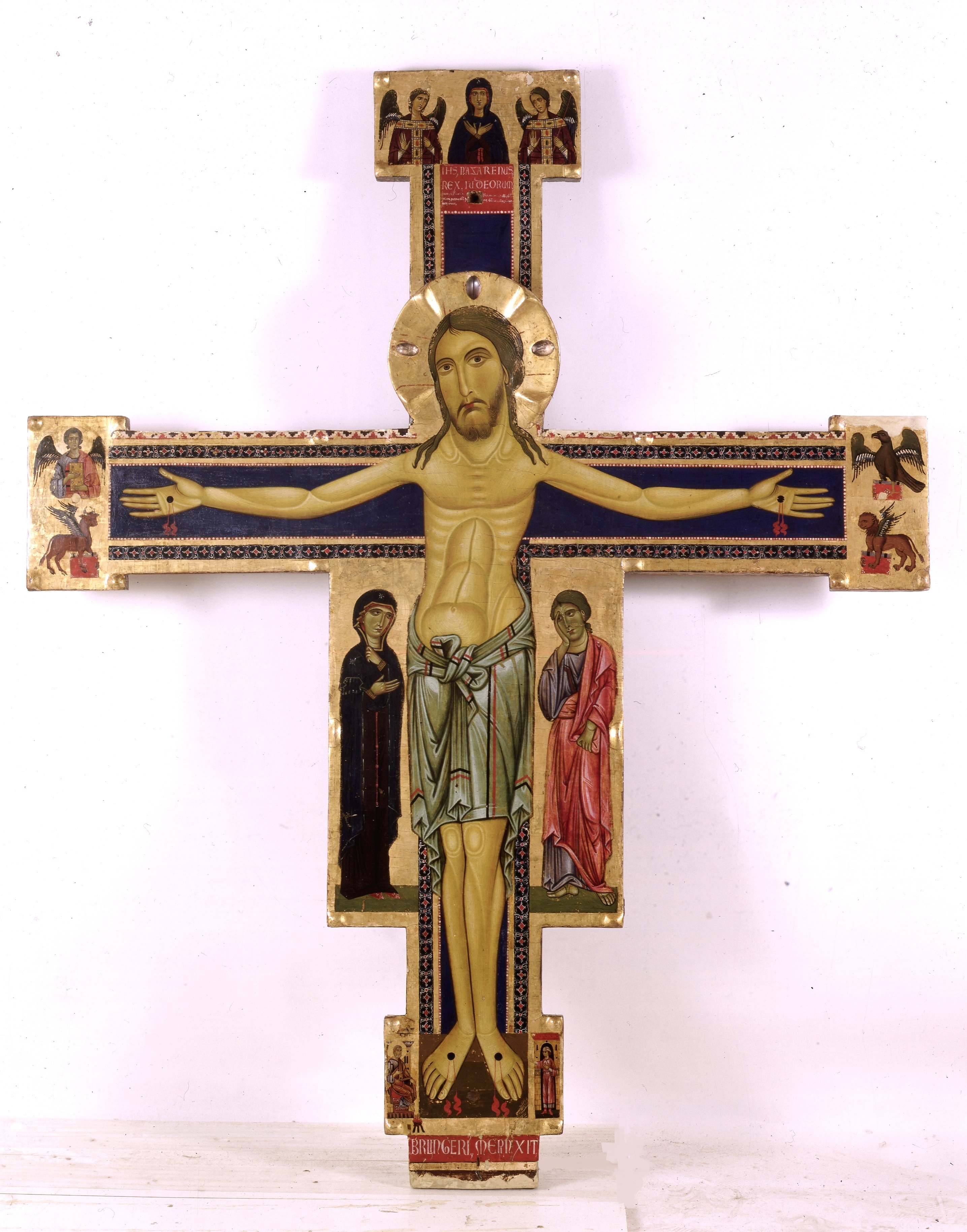
Crucifijo de alrededor del 1220. Imagen de Cristo crucificado.

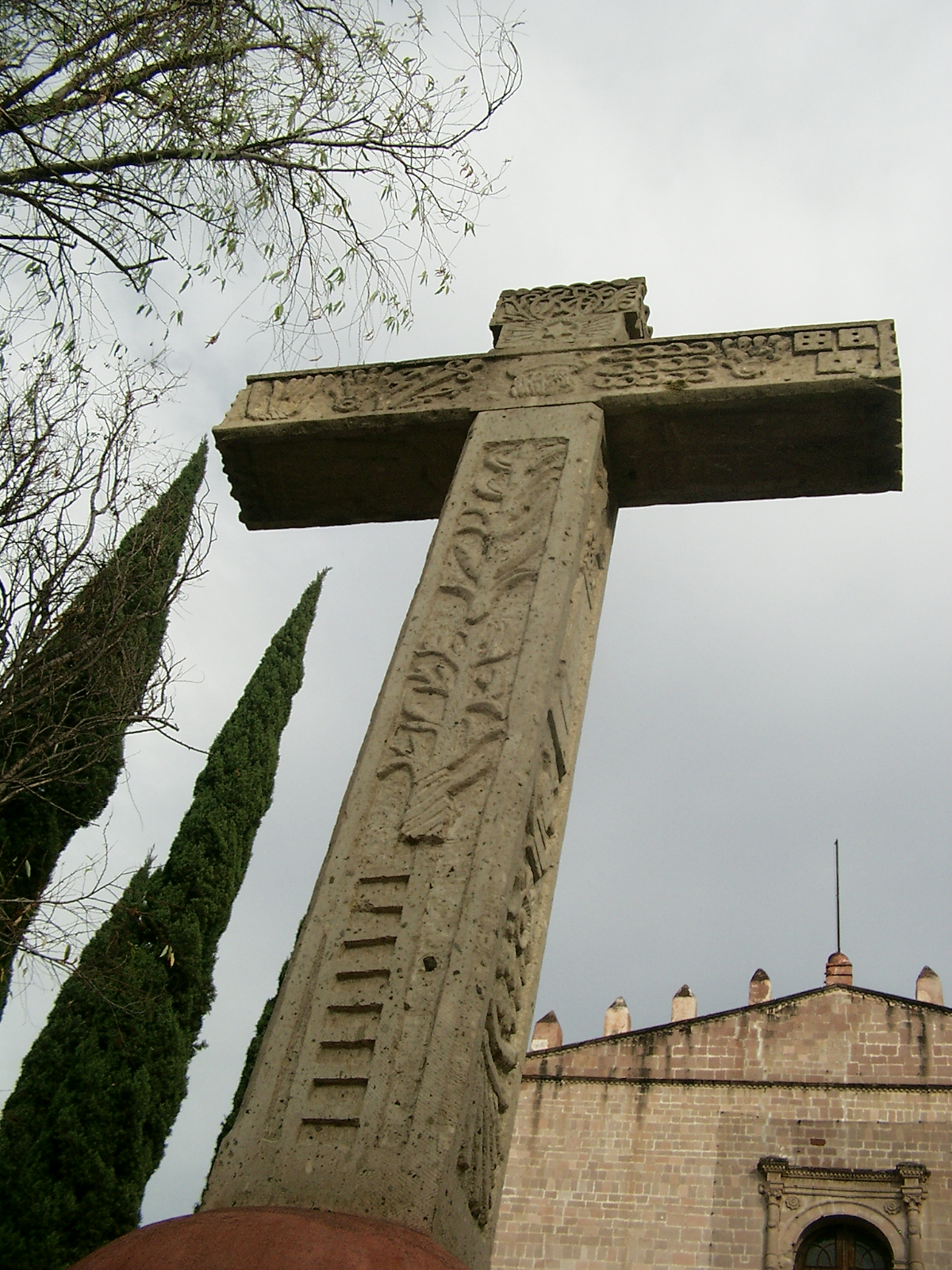
Cruz atrial del en Actopan, México. Muestra solo los símbolos de la pasión de Cristo.

Un crucifijo (del latín: crucifixus ‘crucificado’) es una efigie o imagen tridimensional de Jesucristo crucificado. El crucifijo no aparece de modo inequívoco en los monumentos de carácter público hasta el siglo V y, aun entonces, con escasa frecuencia. Se conocen dos de dicho siglo: el relieve de la puerta de Santa Sabina en Roma en que se halla Cristo clavado solo por las manos entre los ladrones. Sin embargo, la cruz no está sino indicada o simbolizada; y un marfil en el que aparece Jesús clavado por las manos y no por los pies en una cruz commisa con su rótulo superior REX JVD, teniendo a un lado a la Virgen y a San Juan.
Del siglo VI, se conoce una miniatura que ostensiblemente representa la crucifixión con varios detalles de la misma. Se encuentra en el códice siríaco de la Biblia, escrito en el año 586 por el monje Rábula. Del mismo siglo son las célebres fiolas o botellitas con reliquias que figuran en el Tesoro de la Catedral de Monza y que fueron regaladas por San Gregorio Magno a Teodelina, reina de los longobardos. En cuatro de ellas, está pintada la Crucifixión en forma simbólica a saber una con la imagen de Cristo en actitud de orante, tres con el busto del mismo colocado por encima de una cruz y entre los dos ladrones crucificados. La única figura de la Crucifixión hallada en las catacumbas romanas está en la de San Valentín pintada en el muro y data del siglo VII.
Como objeto manual equivalente a un crucifijo existe la Cruz Vaticana del siglo VI que se tiene por la más antigua. En su centro ostenta la figura de Cristo con nimbo llevando una crucecita sobre sus espaldas y encima y debajo de la cruz se destacan sendos medallones con el busto de Jesús, también nimbado.
En las figuras de la crucifixión que desde el siglo VI van repitiéndose hasta el X o el XI, se representa comúnmente a Jesús vestido con túnica sin mangas. Pero desde este último siglo se va generalizando la simple vestidura del perizonium o faja (ya iniciada durante el siglo IX) la cual se hace más corta desde el siglo XIV y más aún en el Renacimiento. Existe no obstante un tipo de crucifijos llamados de majestad al modo bizantino muy en uso en diferentes regiones hasta el siglo XIV. En ellos, la imagen se representa vistiendo túnica ceñida y con mangas.
En cualquier forma en que esté el crucifijo, se representa a Cristo vivo, majestuoso y triunfante, con los brazos horizontales, sin corona de espinas pero con nimbo y corona real y con los dos pies separados hasta llegar al siglo XIII. Desde mediados de este, los crucifijos que no sean de majestad expresan más bien la idea de Jesús paciente y se generaliza entonces el uso de solo tres clavos y la corona de espinas. Desde el siglo XVI se busca en estas obras artísticas la belleza y la perfección anatómica más que la idea religiosa aunque no se olvidan los buenos artistas de dar al rostro de Jesús expresión de profundo dolor.
El título de la cruz con las iniciales I.N.R.I. data del siglo XIII antes del cual no es constante la forma ni aun el uso del título. De ordinario, se escribían en una cartela o cinta las iniciales de Jesus-Christus en griego o en latín o todo el nombre o el título Jesus Nazarenus Rex Judaeorum por entero.
En España, son rarísimos los crucifijos del siglo X aun en pintura y se consideran apócrifos o muy dudosos los que se pretenden anteriores. Sin embargo, son muy numerosos en una u otra forma los del siglo XI en adelante. En Cataluña, se hallan frecuentemente los de majestad durante los siglos XI al XIII inclusive y muy raros en los siglos posteriores. También son comunes en Francia, procedentes de los talleres de Limoges y se diferencian de los de Cataluña en que los franceses llevan corona.
Se destaca también el arte barroco hispanoamericano que le imprimió al clásico crucifjo europeo el sello de artesanos indígenas y criollos. En México, en su periodo virreinal, fueron creadas cruces atriales, con el fin de evangelizar a los indígenas. Les fueron esculpidas solo los símbolos de la pasión de Cristo, y en algunas, solo el rostro de Cristo.

## El crucifijo en las aulas
La presencia del crucifijo en las aulas es un tema debatido en distintos países de tradición cristiana desde el siglo XX, y de hecho en algunas clases los hay.